# Tamura (Nō)

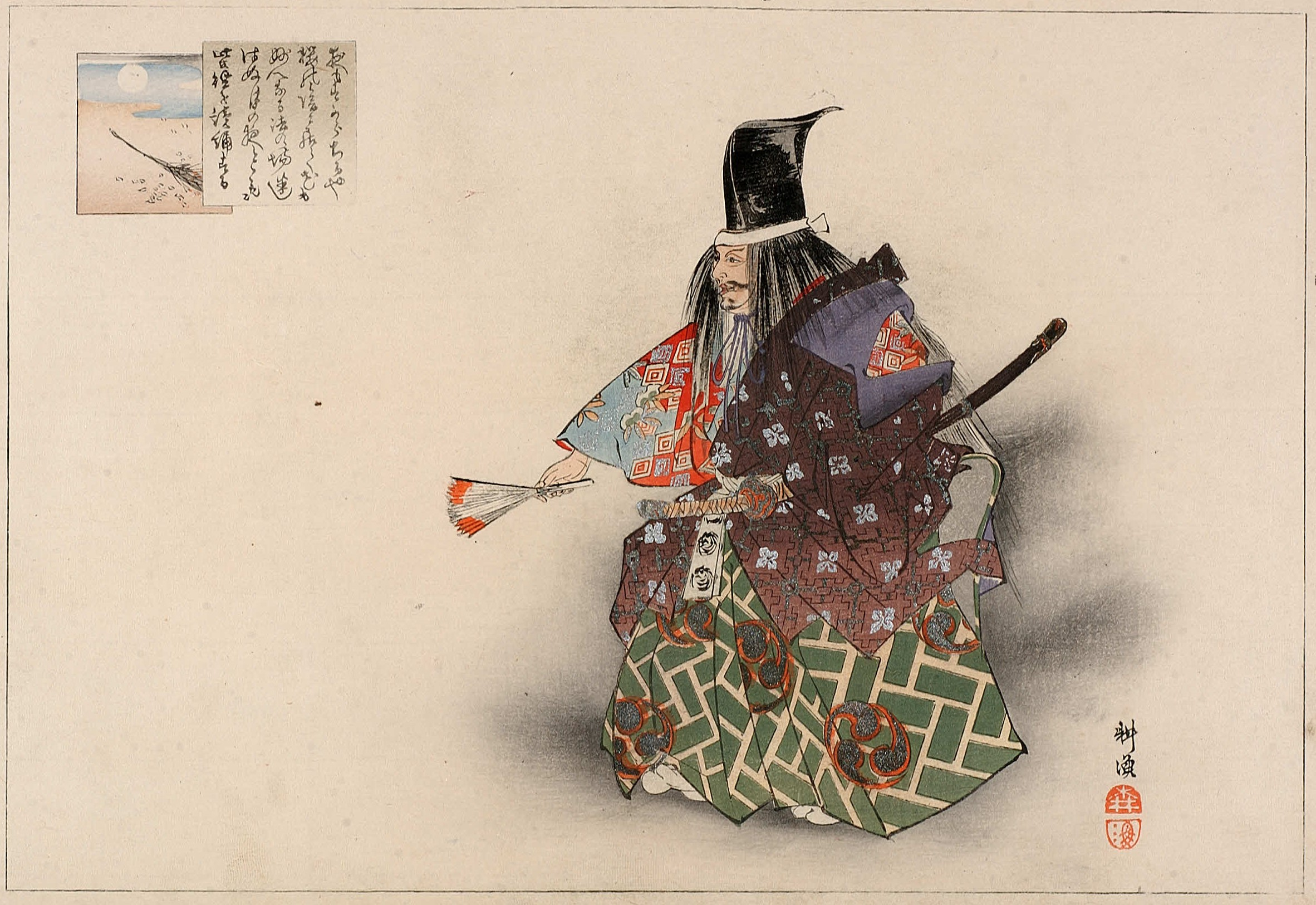
Szene aus dem Stück

Tamura (japanisch 田村), der Name eines Generals aus alten Zeiten, ist der Titel eines Nō-Dramas von Seami. Das Stück ist im Rahmen der Nō-Kategorie ein Zweitspiel.

## Vorbemerkung
Sakanoue no Tamuramaro (758–811) ist das Vorbild für den General Tamura. 
Es treten folgende Personen auf:
- Waki: Ein Mönch aus dem Osten
- Wakizure: Zwei begleitende Mönche
- Shite I: Tempeldiener
- Shite II: Geist des Generals Tamura

## Handlung
1. Akt
  1. Vorspiel: Die Kirschen blühen am Kiyomizu-dera. Mit orchestralem Klang tritt ein Mönch des Ostlandes mit zwei Begleitern auf. Sie sind auf dem Weg zur Hauptstadt Kyōto und besuchen diesen herrlichen Tempel. Namen-, Weg- und Ankunftsnennung.
  2. Auftreten mit orchestralem Klang: „Sieh da, ein Tempeldiener, der fegt da so säuberlich den Boden bei den blühenden Bäumen.“ Beginnendes Gespräch.
  3. Frage und Antwort. Eingehende Belehrung von Seiten des Dieners über die Gründung des Tempels, den Shōgun. „Dies ist die Stunde, mehr als tausend Batzen Silber wert.“ Gesang, den Wasserfall, die Blüten und den Tempel preisend. Steigerung bis zur Erahnung des in der unscheinbaren Gestalt des Dieners Sprechenden. Der Diener: „Wenn ihr wissen wollt, wer ich bin, seht, wohin ich entschwinde.“ Der Diener entschwindet in den Tempel. – Zwischenspiel.
2. Akt
  1. Wartegesang. Mönch: „Harren die ganze Nacht unter wehenden Blüten … Wehende Blüten sind die wunderbare Stätte des Dharma, das Herz, gereinigt im Lichte des Mondes, nun lese und rezitiere ich Sutren.“ Der General erscheint in seiner wahren Gestalt, das Sutren-Lesen rühmend, das ihn mit den Lebenden verbindet und ihm das Erscheinen möglich macht. Der Mönch wundert sich über den wehrhaften Mann, der erschienen ist. Tamura: „Was soll ich’s länger verbergen? Ich bin es, der erste aller Shōgune … dass ich kriegerische Taten vollbracht und den großen Frieden gebracht habe, verdanke ich diesem Tempel und seiner Kannon.“ Chor. Tamura: „Alles Land ist Königsland … von unserem großen Herrscher befohlen, zog ich aus, die bösen Teufel der Susuga-Berge des Landes Ise zu richten …“ Es folgt großer episch-dramatischer Bericht der Kämpfe, sich steigernd bis zur Darstellung der Kampfhandlung. „Berg und Strom erfüllt vom Geheul der Teufelsdämonen, hallend gen Himmel, die Erde erfüllend …“
  2. „Alles ist Kannons gütiges Walten.“

## Nachbemerkung
Keine Höllenpein zeigt dieses Nō; bewusst lässt es dies aus. Die erste Hälfte ist erfüllt von Blüten und Schönheit des Mondes. Die zweite Hälfte hat stark männlich-heroischen Charakter. Das Ende geht ins Religiöse, ohne dass da Stück zu sehr ins Buddhistische gerät.